# Апостольский нунций в Уругвае
Апостольский нунций в Восточной Республике Уругвай — дипломатический представитель Святого Престола в Уругвае. Данный дипломатический пост занимает церковно-дипломатический представитель Ватикана в ранге посла. Как правило, в Уругвае апостольский нунций является дуайеном дипломатического корпуса, так как Уругвай — страна с преимущественно католическим населением. Апостольская нунциатура в Уругвае была учреждена на постоянной основе 10 ноября 1939 года. Её резиденция находится в Монтевидео.
В настоящее время Апостольским нунцием в Уругвае является архиепископ Джанфранко Галлоне, назначенный Папой Франциском 3 января 2023 года.

## История
Апостольская делегатура в Уругвае была создана в XIX веке. 
10 ноября 1939 года была создана Апостольская нунциатура в Уругвае, бреве «Ob animorum curam» Папы Пия XII, с резиденцией в Монтевидео.

## Апостольские нунции в Уругвае

### Апостольские делегаты
- Винсентиус Массони — (26 сентября 1856 — 3 июня 1857);
- Марино Марини — (14 августа 1857 — 27 марта 1865 — назначен епископом Орвьето, с персональным титулом архиепископа);
- Анджело Ди Пьетро — (18 января 1878 — 30 сентября 1879 — назначен апостольским интернунцием в Бразилии);
- Акилле Локателли — (22 ноября 1906 — 7 июля 1916 — назначен апостольским нунцием в Бельгии).

### Апостольские нунции
- Альбер Лёвами — (12 ноября 1939 — 3 октября 1949 — назначен апостольским интернунцием в Египте);
- Альфредо Пачини — (23 апреля 1949 — 4 февраля 1960 — назначен апостольским нунцием в Швейцарии);
- Раффаэле Форни — (27 февраля 1960 — 23 октября 1965 — назначен официалом Государственного секретариата Святого Престола);
- Альфредо Бруньера — (23 октября 1965 — 23 апреля 1969 — назначен апостольским нунцием в Ливане);
- Огюстен-Жозеф Анииуан Сепински, O.F.M. — (5 мая 1969 — 29 июля 1975, в отставке);
- Луиджи Беллотти — (2 сентября 1975 — 27 октября 1981 — назначен апостольским про-нунцием в Финляндии);
- Франко Брамбилла — (21 ноября 1981 — 22 февраля 1986 — назначен апостольским про-нунцием в Австралии);
- Андреа Кордеро Ланца ди Монтедземоло — (1 апреля 1986 — 28 мая 1990 — назначен апостольским про-нунцием на Кипре);
- Франческо Де Ниттис — (25 июня 1990 — 11 ноября 1999, в отставке);
- Януш Болонек — (11 ноября 1999 — 24 мая 2008 — назначен апостольским нунцием в Болгарии);
- Ансельмо Гвидо Пекорари — (24 мая 2008 — 25 апреля 2014 — назначен апостольским нунцием в Болгарии);
- Георг Паникулам — (14 июня 2014 — октябрь 2017, в отставке);
- Мартин Кребс — (16 июня 2018 — 3 марта 2021 — назначен апостольским нунцием в Швейцарии и Лихтенштейне);
- Лучано Руссо — (18 декабря 2021 — 10 сентября 2022 — назначен секретарём по папским представительствам);
- Джанфранко Галлоне — (3 января 2023 — по настоящее время).